# Bahnhof Plau am See

Der Bahnhof Plau am See in Plau am See, Mecklenburg wurde 1882 gebaut. Das Empfangsgebäude steht unter Denkmalschutz.

## Geschichte
1882 wurde die Güstrow-Plauer Eisenbahn-Gesellschaft unter zusätzlicher Beteiligung der Städte Güstrow, Krakow am See und Rostock gegründet. Am 5. Dezember 1882 ging die Bahnstrecke Güstrow–Plau–Meyenburg in Betrieb und der Abschnitt Plau bis Wendisch Priborn am 5. Dezember 1886. Der Lückenschluss über Meyenburg bis Pritzwalk folgte am 11. Dezember 1887. Am 6. März 1890 wurde diese Strecke Eigentum des Großherzogtums Mecklenburg-Schwerin, 1920 schließlich der Deutschen Reichsbahn. Von 1955 bis 1968 fuhren hier Schnellzüge zwischen Rostock und dem Süden der DDR, die in der Regel in Plau hielten. Seit September 2000 wird sie nicht mehr regelmäßig befahren und ist mittlerweile im Besitz der privaten RegioInfra. Vereinzelt fahren noch Güterzüge, im Sommer auch Traditions- und Sonderzüge im touristischen Verkehr.

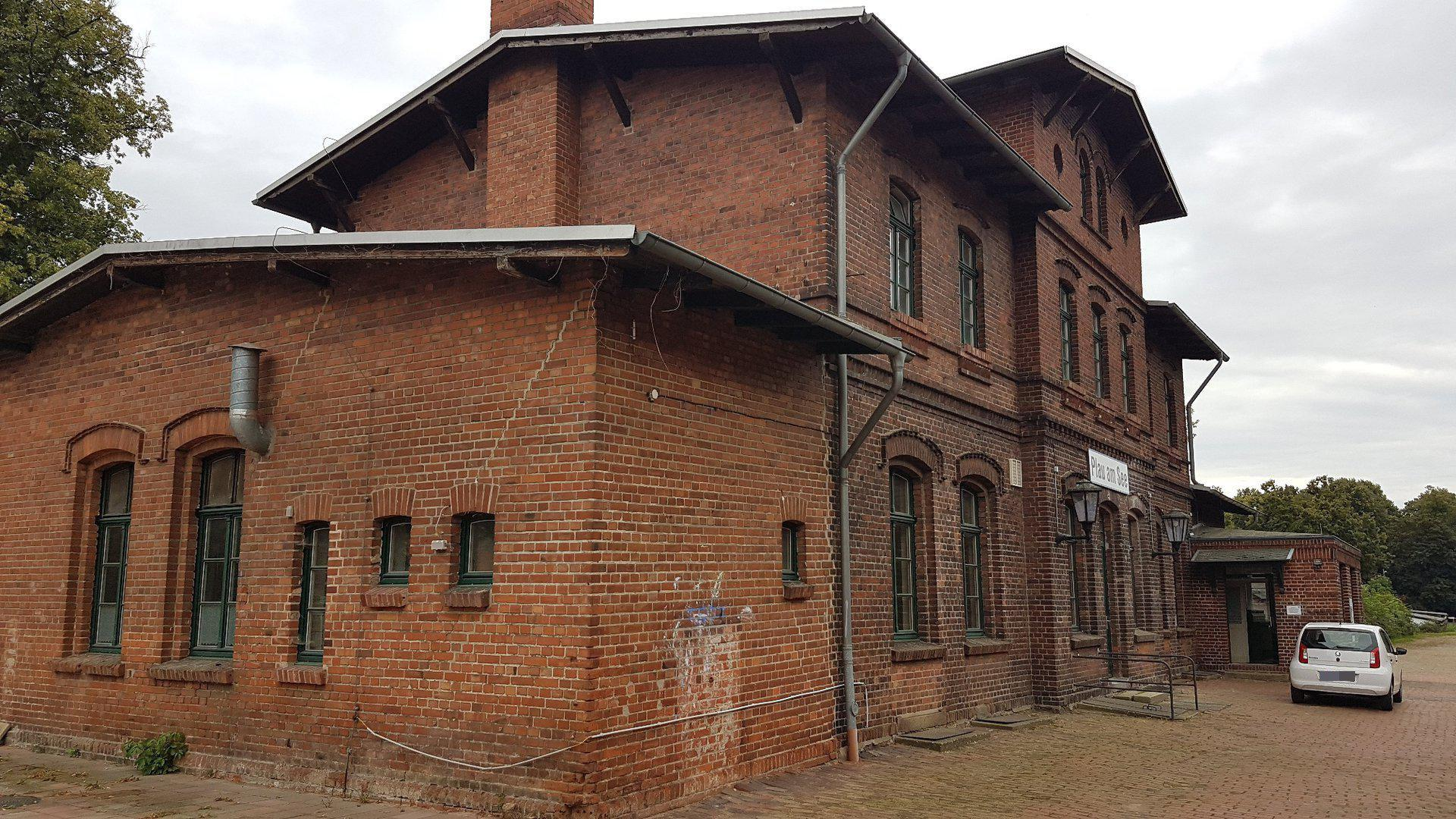
Straßenseite, Bahnhofstraße 3

Seit 2020 verkehren im Sommer am Sonnabend und Sonntag Personenzüge der Hanseatischen Eisenbahn und der Ostdeutschen Eisenbahn zwischen Meyenburg und Plau am See sowie zwischen Parchim und Plau am See.
Das ein- und zweigeschossige verklinkerte historisierende Empfangsgebäude aus der Gründerzeit mit dem dreigeschossigen mittigen Giebelrisalit, einem späteren eingeschossigen Anbau sowie den Segmentbögen über Fenstern und Tür wurde 1882 gebaut. Das Haus wurde teilsaniert und wird gegenwärtig (2025) noch nicht wieder genutzt.